# Wolfgang Preiss
Wolfgang Preiss, född 27 februari 1910 i Nürnberg, död 27 november 2002 i Bühl, Baden-Württemberg, var en tysk skådespelare. Preiss är förmodligen mest känd för rollerna som Dr Mabuse i ett antal filmer samt som ett flertal historiska tyska militärer i olika film- och TV-produktioner.

## Filmografi
| År        | Titel                                                          | Roll                                        | Not                                             |
| --------- | -------------------------------------------------------------- | ------------------------------------------- | ----------------------------------------------- |
| 1942      | Ett möte i natten                                              | von Etzdorf                                 | Filmdebut                                       |
| 1943      | Besatzung Dora                                                 | Doktor Wagner                               |                                                 |
| 1951      | Falschmünzer am Werk                                           | -                                           |                                                 |
| 1951      | Frischer Wind in alten Gassen                                  | -                                           | Kortfilm                                        |
| 1954      | Spionchefen Canaris                                            | Överste Holl                                |                                                 |
| 1955      | Oberarzt Dr. Solm                                              | Dr. Hartung                                 |                                                 |
| 1955      | Den 20 juli - attentatet mot Hitler                            | Claus Schenk von Stauffenberg               |                                                 |
| 1955      | Der Cornet - Die Weise von Liebe und Tod                       | Friherre von Pirovano                       |                                                 |
| 1956      | Die Nacht im Jägerhaus                                         | Eugen                                       | TV-film                                         |
| 1956      | Wie führe ich eine Ehe?                                        | Robert Morris                               | TV-film                                         |
| 1956      | Vor Sonnenuntergang                                            | Doktor Hahnefeld                            |                                                 |
| 1956      | ...wie einst Lili Marleen                                      | Alfred Linder                               |                                                 |
| 1956      | Mysteriet Anastasia                                            | Journalist                                  |                                                 |
| 1956      | Johannisnacht                                                  | Macfadden                                   |                                                 |
| 1956      | Von der Liebe besiegt                                          | Mario Clar                                  |                                                 |
| 1957      | Streseman                                                      | Heinz Becker                                |                                                 |
| 1957      | Schinderhannes                                                 | Adam                                        | TV-film                                         |
| 1957      | Der trojanische Krieg findet nicht statt                       | Odysseus                                    | TV-film                                         |
| 1957      | Hajar och småfisk                                              | Kapten Lüttke                               |                                                 |
| 1957      | Ihr 106. Geburtstag                                            | Cirkusdirektör Francoeur                    | TV-film                                         |
| 1957      | Der Banditendoktor                                             | Amerikan                                    | TV-film                                         |
| 1957      | Eurydice                                                       | Dulac                                       | TV-film                                         |
| 1958      | Ich war ihm hörig                                              | Dr. Leipold                                 |                                                 |
| 1958      | Gli italiani sono matti                                        | Hans                                        |                                                 |
| 1958      | Die grünen Teufel von Monte Cassino                            | Munkler                                     |                                                 |
| 1958      | Razzia vid Reeperbahn                                          | Kriminalkommissarie Jäger                   |                                                 |
| 1958      | Das Mädchen mit den Katzenaugen                                | Carlo Gormann                               |                                                 |
| 1959      | Straße der Gerechten                                           | Joseph Blake                                | TV-film                                         |
| 1959      | I battellieri del Volga                                        | General Gorew                               |                                                 |
| 1959      | Till Hitlers sista man                                         | Major Linkmann                              |                                                 |
| 1959      | Gorillan klipper till                                          | Otto Lohn                                   |                                                 |
| 1959      | Konto ausgeglichen                                             | Robert Jacobi                               | TV-film                                         |
| 1959      | Arzt ohne Gewissen                                             | Dr. Westorp                                 |                                                 |
| 1959      | Rosor till åklagaren                                           | Advokat                                     |                                                 |
| 1960      | S.O.S Ubåt                                                     | Dr. Beck                                    |                                                 |
| 1960      | Herrin der Welt                                                | Dr. Henrik Brandes                          |                                                 |
| 1960      | Doktor Skräck och de förstenade kvinnorna                      | Dr. Loren Bohlem                            |                                                 |
| 1960      | Doktor Mabuses 1000 ögon                                       | Dr. Mabuse                                  |                                                 |
| 1961      | Geständnis einer Sechzehnjährigen                              | Günther Brandt                              |                                                 |
| 1961      | Mabuse kommer tillbaka                                         | Dr. Mabuse                                  |                                                 |
| 1961      | Riviera-Story                                                  | Arthur Dahlberg                             |                                                 |
| 1962      | La Fayette                                                     | Friherre Kalb                               |                                                 |
| 1962      | Das Mädchen und der Staatsanwalt                               | Åklagare Soldan                             |                                                 |
| 1962      | I Dr. Mabuses osynliga klor                                    | Dr. Mabuse                                  |                                                 |
| 1962      | Maskerad agent                                                 | Överste Nordoff                             |                                                 |
| 1962      | Dr. Mabuses testamente                                         | Dr. Mabuse                                  | Nyinspelning av filmen med samma namn från 1933 |
| 1962      | Den längsta dagen                                              | Generalmajor Max Pemsel                     |                                                 |
| 1962      | Blick über den Zaun                                            | Philip Lester                               | TV-film                                         |
| 1963      | Leb wohl, mein Traum                                           | James Merrill                               | TV-film                                         |
| 1963      | Die schwarze Kobra                                             | Stanislas Raskin                            |                                                 |
| 1963      | Das tödliche Patent                                            | Charles Reese                               | TV-film                                         |
| 1963      | Die fünfte Kolonne                                             | Kapten Seewald                              | TV-serie                                        |
| 1963      | Scotland Yard jagt Dr. Mabuse                                  | Dr. Mabuse                                  |                                                 |
| 1963      | Der Henker von London                                          | Inspektör Morel Smith                       |                                                 |
| 1963      | Kardinalen                                                     | SS Sturmbannführer                          |                                                 |
| 1964      | Marie Octobre                                                  | Rougier                                     | TV-film                                         |
| 1964      | Der Fluch der grünen Augen                                     | Professor von Adelsberg                     |                                                 |
| 1964      | Frühstück mit dem Tod                                          | Ted Talbot                                  |                                                 |
| 1964      | En svindlande affär                                            | Grenner                                     |                                                 |
| 1964      | Die erste legion                                               | Peter Morell                                | TV-film                                         |
| 1964      | Tåget                                                          | Major Herren                                |                                                 |
| 1964      | I cento cavalieri                                              | Shejk Abengalbon                            |                                                 |
| 1964      | Scotland Yard och dödsstrålen                                  | Dr. Mabuse                                  | Arkivfoto                                       |
| 1965      | Sursis pour un espion                                          | -                                           |                                                 |
| 1965      | Von Ryans express                                              | Major von Klemment                          |                                                 |
| 1965      | Spion med djävulskt uppdrag                                    | Kapten Parker                               |                                                 |
| 1965      | Gewagtes Spiel                                                 | Bernhard Asmus                              | TV-serie                                        |
| 1966      | Der Fall Kapitän Behrens - Fremdenlegionäre an Bord            | Kapten Behrens                              | TV-film                                         |
| 1966      | Pontius Pilatus                                                | Pontius Pilatus                             | TV-film                                         |
| 1966      | Samba                                                          | Parisius                                    | TV-film                                         |
| 1966      | Das Leben in meiner Hand                                       | Minister                                    | TV-film                                         |
| 1966      | Avec la peau des autres                                        | Chalieff                                    |                                                 |
| 1966      | The Rat Patrol                                                 | General von Helmreich                       | TV-serie                                        |
| 1966      | Brinner Paris?                                                 | Kapten Ebernach                             |                                                 |
| 1967      | Jungfrau aus zweiter Hand                                      | Utredningschef                              |                                                 |
| 1967      | Wo liegt Jena?                                                 | Robert                                      | TV-film                                         |
| 1967      | Das Kriminalmuseum                                             | Konrad Pachmayr                             | TV-serie                                        |
| 1967      | Mister Dynamit - Morgen küßt euch der Tod                      | Sebastian                                   |                                                 |
| 1967      | Geheimnisse in goldenen Nylons                                 | Inspektör Noland                            |                                                 |
| 1967      | Der Sarg bleibt heute zu                                       | Dr. Angus Cromwell                          |                                                 |
| 1967      | Den heta tjuvjakten                                            | Werner von Schenk                           |                                                 |
| 1968      | Flachsmann als Erzieher                                        | Flachsmann                                  | TV-film                                         |
| 1968      | Ein Mann namens Harry Brent                                    | George Conway                               | TV-serie                                        |
| 1968      | Tamara                                                         | Fader Bricks                                |                                                 |
| 1968      | Der Fall Petkov                                                | Dr. Georgi Dimitrov                         | TV-film                                         |
| 1968      | Meinungsverschiedenheiten                                      | Anthony Wilcox                              | TV-film                                         |
| 1968      | Slaget vid Anzio!                                              | Generalfältmarskalk Albert Kesselring       |                                                 |
| 1968      | Schatzsucher unserer Tage                                      | Jan van Dongen                              | TV-serie                                        |
| 1969      | Ramon Yendias Flucht                                           | Passagerare                                 | TV-film                                         |
| 1969      | Hürdenlauf                                                     | Lohmüller                                   | TV-film                                         |
| 1969      | Liebe, Love, l'Amour                                           | -                                           | TV-film                                         |
| 1969      | Hannibal Brooks                                                | Överste von Haller                          |                                                 |
| 1969      | La legione dei dannati                                         | Överste Ackerman                            |                                                 |
| 1969      | Playgirl 70                                                    | -                                           |                                                 |
| 1969      | Familie Mack verändert sich                                    | Robert Mack                                 | TV-serie                                        |
| 1970      | Das Haus Lunjowo                                               | Generalmajor Lattmann                       | TV-film                                         |
| 1970      | Die Baumwollpflücker                                           | -                                           | TV-serie                                        |
| 1970      | Paul Temple                                                    | Dieter Goetz                                | TV-serie                                        |
| 1970      | Peenemünde                                                     | Överste Dornberger                          | TV-film                                         |
| 1970      | General Oster - Verräter oder Patriot?                         | Hans Oster                                  | TV-film                                         |
| 1970      | Sir Henri Deterding                                            | Henri Deterding                             | TV-film                                         |
| 1970      | Der Minister und die Ente                                      | Ministern                                   | TV-film                                         |
| 1971      | Kanonerna i öknen                                              | Generalfältmarskalk Erwin Rommel            |                                                 |
| 1971      | Våldets tecken                                                 | Polisinspektör                              |                                                 |
| 1971      | Una farfalla con le ali insanguinate                           | Åklagare                                    |                                                 |
| 1971      | Express                                                        | -                                           | TV-serie                                        |
| 1972      | Der Kommissar                                                  | Direktör Abel                               | TV-serie                                        |
| 1972      | Uppdrag i Salzburg                                             | Felix Zauner                                |                                                 |
| 1972      | En smart stöt, Steve!                                          | Miller                                      |                                                 |
| 1973      | Du stirbst nicht allein - Ein deutscher Kriegspfarrer in Paris | Tysk general                                | TV-film                                         |
| 1971-1973 | Gestern gelesen                                                | Åklagare                                    | TV-serie                                        |
| 1973      | Diamantenparty                                                 | Konsul Eduard van Düren                     | TV-film                                         |
| 1973      | Okay S.I.R.                                                    | Louis Forestié                              | TV-serie                                        |
| 1974      | Die Kriegsbraut                                                | von Bogendorf                               | TV-film                                         |
| 1974      | La cloche tibétaine                                            | Georges-Marie Haardt                        | TV-serie                                        |
| 1974      | Eine ungeliebte frau                                           | Rolf Matern                                 | TV-film                                         |
| 1974      | Diplomatengepäck                                               | Luke                                        | TV-film                                         |
| 1975      | Le grand délire                                                | Artmann                                     |                                                 |
| 1975      | Eurogang                                                       | Frank Allen                                 | TV-serie                                        |
| 1975      | Die Insel der Krebse                                           | Tysk general                                | TV-film                                         |
| 1975      | Die Dubarry                                                    | Greve Dubarry                               |                                                 |
| 1977      | Hungária kávéház                                               | -                                           | TV-serie                                        |
| 1977      | Der Anwalt                                                     | Richter                                     | TV-serie                                        |
| 1977      | En bro för mycket                                              | Generalfältmarskalk Gerd von Rundstedt      |                                                 |
| 1977      | Sonne, Wein und harte Nüsse                                    | Louis Tonard                                | TV-serie                                        |
| 1977      | Die Standarte                                                  | Tysk överste                                |                                                 |
| 1978      | SOKO München                                                   | Xaver Kreuzberg                             | TV-serie                                        |
| 1978      | Pojkarna från Brasilien                                        | Löfqvist                                    |                                                 |
| 1978      | Die Anstalt                                                    | Dr. Reinecke                                |                                                 |
| 1978      | Wallenstein                                                    | Heinrich Matthias von Thurn                 | TV-serie                                        |
| 1979      | Ike                                                            | Generalöverste Alfred Jodl                  |                                                 |
| 1979      | Dödsmärkt                                                      | Julius Prager                               |                                                 |
| 1980      | Orient-Express                                                 | Kapten Kruger                               | TV-serie                                        |
| 1980      | Den hemliga formeln                                            | Franz Tauber                                |                                                 |
| 1981      | Fantasma d'amore                                               | Greve Zighi                                 | Krediterad som "Wolfgang Price"                 |
| 1982      | Unheimliche Geschichten                                        | Ferdinand                                   | TV-serie                                        |
| 1982      | Mrs. Harris - Ein Kleid von Dior                               | Ernest, jarl av Wereford                    | TV-film                                         |
| 1982      | Die Schraiers                                                  | Jean Schraier                               | TV-serie                                        |
| 1982      | Krigets vindar                                                 | Generalfältmarskalk Walther von Brauchitsch | TV-serie                                        |
| 1983      | Ringstraßenpalais                                              | General Prettwitz                           | TV-serie                                        |
| 1983      | Ein Fall für zwei                                              | Alfred Rohloff                              | TV-serie                                        |
| 1983      | Ein Mann namens Parvus                                         | Brockdorff-Rantzau                          | TV-film                                         |
| 1984      | Mrs. Harris - Freund mit Rolls Royce                           | Ernest, jarl av Wereford                    | TV-film                                         |
| 1984      | Glöm Mozart                                                    | Friherre Gottfried van Swieten              |                                                 |
| 1985      | Ein heikler Fall                                               | -                                           | TV-serie                                        |
| 1986      | Der Sommer des Samurai                                         | -                                           | Bortklippta scener                              |
| 1986      | Lang soll er leben                                             | -                                           | TV-film                                         |
| 1986      | Prickskytten                                                   | Fader Abertus                               |                                                 |
| 1987      | Mrs. Harris - Der geschmuggelte Henry                          | Ernest, jarl av Wereford                    | TV-film                                         |
| 1987      | Albert Schweitzer                                              | Albert Schweitzer (90 år)                   | TV-serie                                        |
| 1987      | Ein Heim für Tiere                                             | Professor Alf Dobner                        | TV-serie                                        |
| 1987      | Mrs. Harris fährt nach Moskau                                  | George, jarl av Wereford                    | TV-film                                         |
| 1988      | Land der Väter, Land der Söhne                                 | Bernauer                                    |                                                 |
| 1988      | Krig och hågkomst                                              | Generalfältmarskalk Walther von Brauchitsch | TV-serie                                        |
| 1973-1988 | Tatort                                                         | Cantz / Stockinger / Friedrich von Ribnitz  | TV-serie                                        |
| 1989      | Mrs. Harris fährt nach Monte Carlo                             | George, jarl av Wereford                    | TV-film                                         |
| 1989      | Die Männer vom K3                                              | Bodo von Heysen                             | TV-serie                                        |
| 1990      | Dr M                                                           | Kessler                                     |                                                 |
| 1991      | Tassilo - Ein Fall für sich                                    | -                                           | TV-serie                                        |
| 1994      | Florian III                                                    | Max Friedmann                               | TV-serie                                        |
| 1996      | Aire Libre                                                     | Alexander von Humboldt (gammal)             | Sista roll                                      |